# Edgar Zúñiga
Edgar Antonio Zúñiga Rojas (Mata Redonda; 16 de octubre de 1941-Escazú; 3 de marzo de 2002) fue un futbolista costarricense que se desempeñaba como defensa.

## Trayectoria
Estuvo en su juventud en el Colegio San Bosco de San José, para lugar pasar al equipo reserva del CS Herediano en 1958. Debutó profesionalmente al año siguiente con la LD Alajuelense, ganando muchos títulos antes de irse al CS Cartaginés en 1971 y retirándose.

## Selección nacional
El 8 de marzo de 1961 jugó por primera vez con la selección de Costa Rica, en el Campeonato Centroamericano y del Caribe que su país fue sede y ganó el título. De los 27 encuentros internacionales en los que estuvo, anotó su único gol en el empate a uno contra México el 6 de abril de 1965, duelo válido por el Campeonato de Naciones en Guatemala, terminando como tercer lugar.

## Palmarés

### Títulos nacionales
| Título               | Equipo      | País       | Año  |
| -------------------- | ----------- | ---------- | ---- |
| Primera División     | Alajuelense | Costa Rica | 1959 |
| Primera División     | Alajuelense | Costa Rica | 1960 |
| Primera División     | Alajuelense | Costa Rica | 1966 |
| Campeón de Campeones | Alajuelense | Costa Rica | 1967 |
| Primera División     | Alajuelense | Costa Rica | 1970 |
| Primera División     | Alajuelense | Costa Rica | 1971 |

### Títulos internacionales
| Título                                  | Equipo     | Sede        | Año  |
| --------------------------------------- | ---------- | ----------- | ---- |
| Campeonato Centroamericano y del Caribe | Costa Rica | Costa Rica  | 1961 |
| Campeonato de Naciones de la Concacaf   | Costa Rica | El Salvador | 1963 |